# Santa Helena de Minas
Santa Helena de Minas est une municipalité brésilienne de l'État du Minas Gerais et la microrégion de Nanuque.